# Sphaerodothis borassi
Sphaerodothis borassi är en svampart som beskrevs av T.S. Ramakr. & K. Ramakr. 1950. Sphaerodothis borassi ingår i släktet Sphaerodothis och familjen Phyllachoraceae.   Inga underarter finns listade i Catalogue of Life.